# Carlos Véliz
Pour les articles homonymes, voir Véliz.
Carlos Véliz (né le 12 août 1987 à Holguín) est un athlète cubain spécialiste du lancer du poids.

## Carrière
Sixième des Championnats du monde juniors 2006, il décroche dès l'année suivante la médaille de bronze des Jeux panaméricains (19,75 m), derrière le Canadien Dylan Armstrong et le Jamaïcain Dorian Scott. Il participe aux Jeux olympiques de 2008 de Pékin mais ne passe pas le cap des qualifications avec 19,58 m, loin de son record personnel de 20,72 m établi fin mai 2008 à La Havane.
En 2009, à La Havane, Carlos Véliz remporte le titre des Championnats d'Amérique centrale et des Caraïbes grâce à un jet à 20,10 m. Sélectionné pour les Championnats du monde de Berlin, en août 2009, il est éliminé dès les qualifications avec 19,62 m. Il se classe par ailleurs troisième des Championnats ibéro-américains d'athlétisme 2010.
Il franchit pour la première fois la limite des vingt-et-un mètres en réalisant un lancer à 21,40 m en juin 2011 à Brazzaville, améliorant à cette occasion de 68 centimètre le record de Cuba du lancer du poids détenu depuis la saison 2000 par son compatriote Alexis Paumier.

## Palmarès
| Date | Compétition                                      | Lieu           | Résultat | Marque  |
| ---- | ------------------------------------------------ | -------------- | -------- | ------- |
| 2006 | Championnats du monde juniors                    | Pékin          | 6e       | 19,76 m |
| 2007 | Jeux panaméricains                               | Rio de Janeiro | 3e       | 19,75 m |
| 2009 | Championnats d'Amérique centrale et des Caraïbes | La Havane      | 1er      | 20,10 m |
| 2010 | Championnats ibéro-américains                    | San Fernando   | 3e       | 20,20 m |
| 2011 | Championnats du monde                            | Daegu          | 12e      | 19,70 m |
| 2011 | Jeux panaméricains                               | Guadalajara    | 2e       | 20,76 m |

## Records
| Épreuve      | Performance | Lieu        | Date            |
| ------------ | ----------- | ----------- | --------------- |
| En extérieur | 21,40 m     | Brazzaville | 12 juin 2011    |
| En salle     | 19,50 m     | Valence     | 13 février 2010 |